# قلعه نودا (ولایت ستسو)

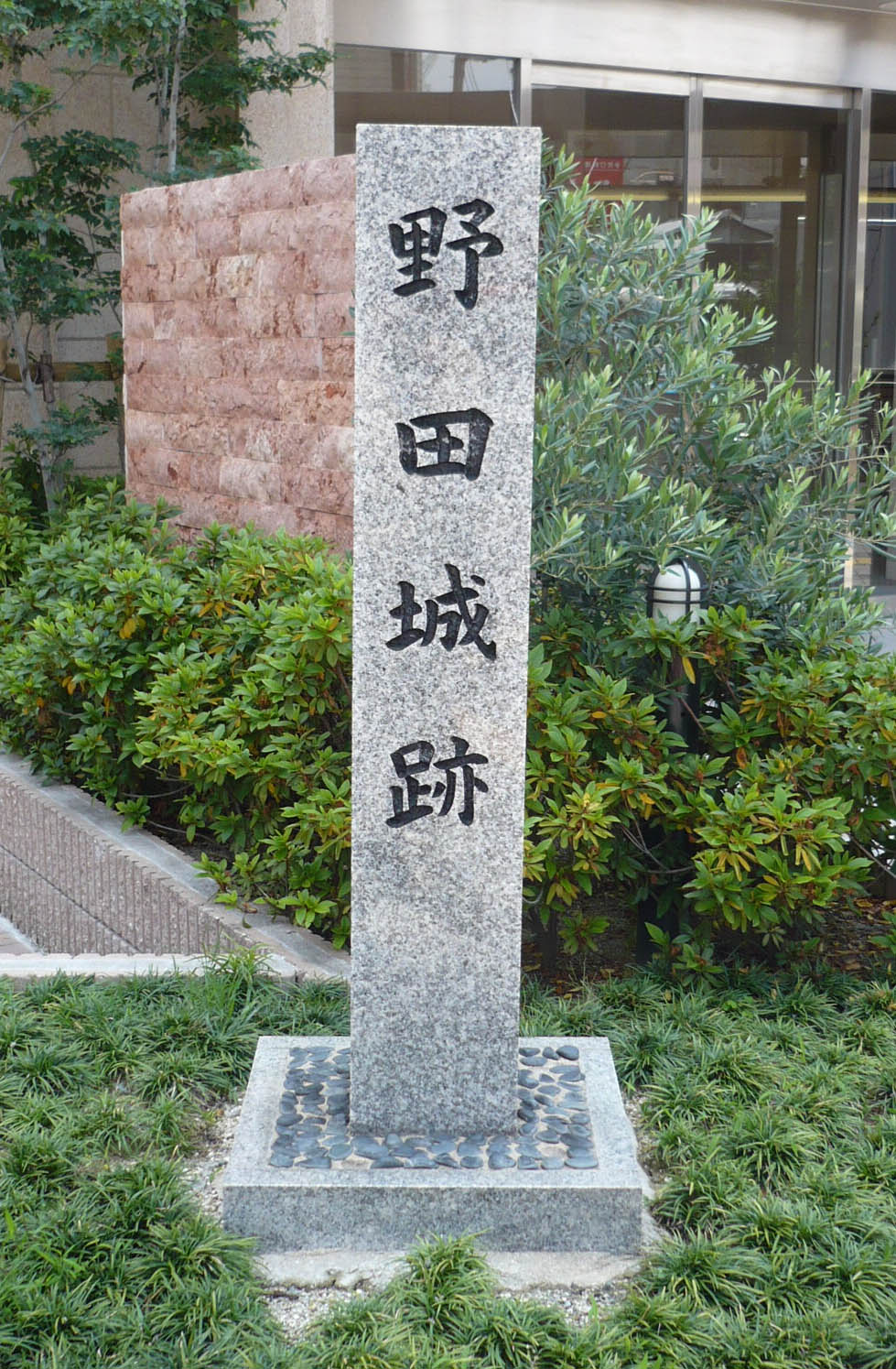
سنگ یادبود قلعه اودانی در اوساکا

قلعه نودا (به ژاپنی: 野田城 Odani-jō) یک قلعه ژاپنی از نوع قلعه تخت در دوره سنگوکو بود. این قلعه متعلق به خاندان میوشی بود و در ولایت ستسو، امروزه استان اوساکا، شهر اوساکا، بخش فوکوشیما در ژاپن قرار داشت.